# Isonychus arizonensis
Isonychus arizonensis är en skalbaggsart som beskrevs av Henry Fuller Howden 1959. Isonychus arizonensis ingår i släktet Isonychus och familjen Melolonthidae. Inga underarter finns listade i Catalogue of Life.